# Argos Volley 2014-2015
Questa voce raccoglie le informazioni riguardanti l'Argos Volley nelle competizioni ufficiali della stagione 2014-2015.

## Stagione
La stagione 2014-15 è per l'Argos Volley, sponsorizzata dalla Globo Banca Popolare del Frusinate, la sesta consecutiva in Serie A2: la scelta dell'allenatore cade su Fabio Soli, mentre la rosa è quasi del tutto modificata rispetto all'annata precedente. Alle conferme di Alessio Fiore, Marco Corsetti, Mario Gaudieri, Claudio Paris, Hiosvany Salgado e Marco Cittadino, si aggiungono gli acquisti di Marco Fabroni, Simon Hirsch, Matteo Sperandio e Yosleyder Cala, quest'ultimo arrivato a stagione in corso, mentre vengono ceduti Luca Beccaro, Nicola Daldello, Marco Rizzo e Vincenzo Tamburo.
Il campionato si apre con due vittorie di fila: la prima sconfitta arriva alla terza giornata, per 3-1, contro il Volley Potentino. Segue quindi il successo sulla Tuscania Volley e poi un nuovo stop ad opera della Libertas Brianza: nel resto del girone di andata il club di Sora conquista esclusivamente vittorie, sei consecutive, conquistando il primo posto in classifica e accedendo alla Coppa Italia di categoria. Anche nel girone i laziali mantengono lo stesso passo di quello di andata, ottenendo esclusivamente vittorie eccetto alla quattordicesima e alla ventesima giornata quando vengono sconfitti in casa dal Volley Potentino e dalla Pallavolo Impavida Ortona: chiudono la regular season al secondo posto in classifica. Nei quarti di finale dei play-off promozione supera in due gare la Pallavolo Matera Bulls, mentre nelle semifinali la sfida è contro il Volley Potentino: le squadre vincono entrambe le gare disputate in casa, poi a gara cinque sono i marchigiani ad avere la meglio.
L'Argos Sora partecipa alla Coppa Italia di Serie A2 grazie al primo posto al termine del girone di andata della Serie A2 2014-15: tuttavia la squadra è subito eliminata nei quarti di finale dalla Callipo Sport, sconfitta in casa per 3-2.

## Organigramma societario
Area direttiva
- Presidente: Enrico Vicini
- Vicepresidente: Ubaldo Carnevale
- Segreteria generale: Antonella Evangelista

Area organizzativa
- Team manager: Alessandro Tiberia
- Direttore generale: Admirim Lami
- Logistica: Viktoria Guchgeldyeva

Area tecnica
- Allenatore: Fabio Soli
- Allenatore in seconda: Maurizio Colucci
- Scout man: Stefano Frasca
- Video man: Franco Vicini
- Allesantore settore giovanile: Luca Bonaiuti, Ottavio Conte, Sara Marini
- Responsabile settore giovanile: Ottavio Conte, Alessandro Silo

Area comunicazione
- Ufficio stampa: Carla De Caris
- Area comunicazione: Rosario Capobianco, Carla De Caris
- Speaker: Pietro Di Alessandri (dal 12 dicembre 2014)
- Fotografo: Claudia Di Lollo
- Regia audio palasport: Roberto Conte

Area marketing
- Ufficio marketing: Carla De Caris, Carlo Saccucci
- Biglietteria: Elena Khvan

Area sanitaria
- Medico: Elvio Quaglieri
- Preparatore atletico: Giacomo Paone (fino all'11 dicembre 2014), Pietro Bardi
- Fisioterapista: Antonio Ludovici
- Ortopedico: Raffaele Cortina
- Massaggiatore: Luigi Duro

## Rosa
| N° | Nome             | Ruolo | Data di nascita  | Nazionalità sportiva |
| -- | ---------------- | ----- | ---------------- | -------------------- |
| 1  | Alessio Fiore    | S     | 25 dicembre 1982 | Italia               |
| 2  | Marco Corsetti   | S     | 26 luglio 1994   | Italia               |
| 3  | Mario Gaudieri   | L     | 13 gennaio 1995  | Italia               |
| 4  | Marco Marzola    | P     | 11 agosto 1985   | Italia               |
| 5  | Luca Cacciatore  | S/O   | 5 ottobre 1992   | Italia               |
| 6  | Marco Lucarelli  | S     | 19 dicembre 1996 | Italia               |
| 7  | Marco Santucci   | L     | 30 novembre 1983 | Italia               |
| 8  | Daniel Bacca     | S     | 9 maggio 1990    | Italia               |
| 9  | Matteo Sperandio | C     | 4 marzo 1992     | Italia               |
| 10 | Claudio Paris    | S     | 24 gennaio 1987  | Italia               |
| 11 | Marco Fabroni    | P     | 4 agosto 1981    | Italia               |
| 13 | Hiosvany Salgado | C     | 13 dicembre 1979 | Italia               |
| 15 | Simon Hirsch     | S/O   | 3 aprile 1992    | Germania             |
| 17 | Yosleyder Cala   | S     | 22 ottobre 1984  | Stati Uniti          |
| 18 | Marco Cittadino  | S     | 23 febbraio 1994 | Italia               |

## Mercato
| Acquisti | Acquisti         | Acquisti           | Acquisti   |
| R.       | Nome             | da                 | Modalità   |
| -------- | ---------------- | ------------------ | ---------- |
| S        | Daniel Bacca     | Pag Taviano        | definitivo |
| S/O      | Luca Cacciatore  | Iglesias           | definitivo |
| S        | Yosleyder Cala   | Budvanska rivijera | definitivo |
| P        | Marco Fabroni    | Corigliano Volley  | definitivo |
| S/O      | Simon Hirsch     | Unterhaching       | definitivo |
| S        | Marco Lucarelli  | giovanili          | definitivo |
| P        | Marco Marzola    | 4 Torri Ferrara    | definitivo |
| S        | Claudio Paris    | inattivo           | definitivo |
| L        | Marco Santucci   | Corigliano Volley  | definitivo |
| C        | Matteo Sperandio | Materdomini        | definitivo |

| Cessioni | Cessioni           | Cessioni           | Cessioni   |
| R.       | Nome               | a                  | Modalità   |
| -------- | ------------------ | ------------------ | ---------- |
| P        | Luca Beccaro       | Padova             | definitivo |
| L        | Federico Bonami    | Potentino          | definitivo |
| S        | Matteo Casarin     | ?                  | definitivo |
| S        | Allan de Araújo    | ?                  | definitivo |
| P        | Nicola Daldello    | Città di Castello  | definitivo |
| S        | Cesare Gradi       | Olimpia Bergamo    | definitivo |
| L        | Rudi Rea           | ?                  | definitivo |
| L        | Marco Rizzo        | Powervolley Milano | definitivo |
| S/O      | Vincenzo Tamburo   | Libertas Brianza   | definitivo |
| C        | Daniele Tomassetti | Motta              | definitivo |

## Risultati

### Serie A2

#### Girone di andata
| 1ª giornata - 19 ottobre 2014 Palazzetto dello Sport, Tricase | Alessano          | 0 - 3 | Argos             | 17-25, 20-25, 21-25               |
| 2ª giornata - 26 ottobre 2014 PalaPolsinelli, Sora            | Argos             | 3 - 2 | Corigliano Volley | 21-25, 25-22, 25-21, 12-25, 17-15 |
| 3ª giornata - 2 novembre 2014 PalaPrincipi, Potenza Picena    | Potentino         | 3 - 1 | Argos             | 25-18, 25-21, 17-25, 25-12        |
| 4ª giornata - 9 novembre 2014 PalaPolsinelli, Sora            | Argos             | 3 - 1 | Tuscania          | 22-25, 25-21, 28-26, 25-23        |
| 5ª giornata - 16 novembre 2014 PalaParini, Cantù              | Libertas Brianza  | 3 - 1 | Argos             | 25-20, 24-26, 25-16, 25-13        |
| 6ª giornata - 23 novembre 2014 PalaPolsinelli, Sora           | Argos             | 3 - 1 | Matera Bulls      | 25-21, 21-25, 25-20, 25-19        |
| 7ª giornata - 30 novembre 2014 PalaValentia, Vibo Valentia    | Callipo           | 0 - 3 | Argos             | 23-25, 22-25, 23-25               |
| 8ª giornata - 7 dicembre 2014 PalaPolsinelli, Sora            | Argos             | 3 - 0 | Materdomini       | 25-21, 25-12, 25-21               |
| 9ª giornata - 14 dicembre 2014 Palasport Comunale, Ortona     | Impavida Ortona   | 1 - 3 | Argos             | 21-25, 25-20, 19-25, 17-25        |
| 10ª giornata - 21 dicembre 2014 PalaSanFilippo, Brescia       | Atlantide Brescia | 0 - 3 | Argos             | 16-25, 19-25, 20-25               |
| 11ª giornata - 26 dicembre 2014 PalaPolsinelli, Sora          | Argos             | 3 - 1 | Tricolore         | 25-10, 25-21, 23-25, 25-17        |

#### Girone di ritorno
| 12ª giornata - 3 gennaio 2015 PalaPolsinelli, Sora                   | Argos             | 3 - 0 | Alessano          | 25-17, 25-22, 30-28               |
| 13ª giornata - 11 gennaio 2015 PalaCorigliano, Corigliano Calabro    | Corigliano Volley | 2 - 3 | Argos             | 25-22, 25-22, 19-25, 20-25, 13-15 |
| 14ª giornata - 18 gennaio 2015 PalaPolsinelli, Sora                  | Argos             | 1 - 3 | Potentino         | 26-28, 21-25, 25-22, 19-25        |
| 15ª giornata - 25 gennaio 2015 Palazzetto dello Sport, Montefiascone | Tuscania          | 0 - 3 | Argos             | 21-25, 22-25, 14-25               |
| 16ª giornata - 1º febbraio 2015 PalaPolsinelli, Sora                 | Argos             | 3 - 1 | Libertas Brianza  | 25-15, 25-17, 19-25, 25-22        |
| 17ª giornata - 15 febbraio 2015 PalaSassi, Matera                    | Matera Bulls      | 1 - 3 | Argos             | 19-25, 21-25, 25-16, 21-25        |
| 18ª giornata - 22 febbraio 2015 PalaPolsinelli, Sora                 | Argos             | 3 - 2 | Callipo           | 23-25, 25-21, 21-25, 25-19, 15-11 |
| 19ª giornata - 1º marzo 2015 PalaGrotte, Castellana Grotte           | Materdomini       | 2 - 3 | Argos             | 25-21, 23-25, 25-23, 25-27, 10-15 |
| 20ª giornata - 8 marzo 2015 PalaPolsinelli, Sora                     | Argos             | 2 - 3 | Impavida Ortona   | 25-18, 19-25, 21-25, 25-20, 13-15 |
| 21ª giornata - 15 marzo 2015 PalaPolsinelli, Sora                    | Argos             | 3 - 1 | Atlantide Brescia | 25-21, 25-19, 18-25, 25-17        |
| 22ª giornata - 22 marzo 2015 PalaBigi, Reggio nell'Emilia            | Tricolore         | 0 - 3 | Argos             | 23-25, 23-25, 23-25               |

#### Play-off promozione
| Quarti di finale (gara 1) - 29 marzo 2015 PalaPolsinelli, Sora    | Argos        | 3 - 0 | Matera Bulls | 25-19, 25-17, 25-18               |
| Quarti di finale (gara 2) - 5 aprile 2015 PalaSassi, Matera       | Matera Bulls | 1 - 3 | Argos        | 14-25, 25-22, 18-25, 17-25        |
| Semifinali (gara 1) - 12 aprile 2015 PalaPolsinelli, Sora         | Argos        | 3 - 1 | Potentino    | 25-20, 25-23, 24-26, 25-23        |
| Semifinali (gara 2) - 15 aprile 2015 PalaPrincipi, Potenza Picena | Potentino    | 3 - 2 | Argos        | 25-21, 18-25, 19-25, 25-16, 15-10 |
| Semifinali (gara 3) - 19 aprile 2015 PalaPolsinelli, Sora         | Argos        | 3 - 1 | Potentino    | 25-21, 25-19, 22-25, 27-25        |
| Semifinali (gara 4) - 22 aprile 2015 PalaPrincipi, Potenza Picena | Potentino    | 3 - 2 | Argos        | 23-25, 24-26, 25-21, 25-22, 15-10 |
| Semifinali (gara 5) - 26 aprile 2015 PalaPolsinelli, Sora         | Argos        | 1 - 3 | Potentino    | 25-23, 12-25, 25-27, 24-26        |

### Coppa Italia di Serie A2

#### Fase a eliminazione diretta
| Quarti di finale - 6 gennaio 2015 PalaPolsinelli, Sora | Argos | 2 - 3 | Callipo | 25-23, 25-14, 22-25, 16-25, 13-15 |

## Statistiche

### Statistiche di squadra
| Competizione             | Punti | In casa | In casa | In casa | In trasferta | In trasferta | In trasferta | Totale | Totale | Totale |
| Competizione             | Punti | G       | V       | P       | G            | V            | P            | G      | V      | P      |
| ------------------------ | ----- | ------- | ------- | ------- | ------------ | ------------ | ------------ | ------ | ------ | ------ |
| Serie A2                 | 51    | 15      | 12      | 3       | 14           | 10           | 4            | 29     | 22     | 7      |
| Coppa Italia di Serie A2 | -     | 1       | 0       | 1       | -            | -            | -            | 1      | 0      | 1      |
| Totale                   | -     | 16      | 12      | 4       | 14           | 10           | 4            | 30     | 22     | 8      |

G = partite giocate; V = partite vinte; P = partite perse

### Statistiche dei giocatori
| Giocatore     | Serie A2 | Serie A2 | Serie A2 | Serie A2 | Serie A2 | Coppa Italia di Serie A2 | Coppa Italia di Serie A2 | Coppa Italia di Serie A2 | Coppa Italia di Serie A2 | Coppa Italia di Serie A2 | Totale | Totale | Totale | Totale | Totale |
| Giocatore     | P        | PT       | AV       | MV       | BV       | P                        | PT                       | AV                       | MV                       | BV                       | P      | PT     | AV     | MV     | BV     |
| ------------- | -------- | -------- | -------- | -------- | -------- | ------------------------ | ------------------------ | ------------------------ | ------------------------ | ------------------------ | ------ | ------ | ------ | ------ | ------ |
| D. Bacca      | 19       | 69       | 56       | 8        | 5        | 1                        | 3                        | 2                        | 0                        | 1                        | 20     | 72     | 58     | 8      | 6      |
| L. Cacciatore | 19       | 2        | 0        | 0        | 2        | 1                        | 1                        | 0                        | 0                        | 1                        | 20     | 3      | 0      | 0      | 3      |
| Y. Cala       | 13       | 220      | 180      | 23       | 17       | -                        | -                        | -                        | -                        | -                        | 13     | 220    | 180    | 23     | 17     |
| M. Cittadino  | 22       | 80       | 51       | 25       | 4        | 1                        | 3                        | 2                        | 0                        | 1                        | 23     | 83     | 53     | 25     | 5      |
| M. Corsetti   | 5        | 0        | 0        | 0        | 0        | 0                        | 0                        | 0                        | 0                        | 0                        | 5      | 0      | 0      | 0      | 0      |
| M. Fabroni    | 24       | 75       | 29       | 27       | 19       | 0                        | 0                        | 0                        | 0                        | 0                        | 24     | 75     | 29     | 27     | 19     |
| A. Fiore      | 24       | 256      | 216      | 25       | 15       | 1                        | 4                        | 3                        | 1                        | 0                        | 25     | 260    | 219    | 26     | 15     |
| M. Gaudieri   | 7        | -        | -        | -        | -        | 0                        | -                        | -                        | -                        | -                        | 7      | -      | -      | -      | -      |
| S. Hirsch     | 27       | 533      | 454      | 38       | 41       | 1                        | 24                       | 23                       | 0                        | 1                        | 28     | 557    | 477    | 38     | 42     |
| M. Lucarelli  | 2        | 0        | 0        | 0        | 0        | -                        | -                        | -                        | -                        | -                        | 2      | 0      | 0      | 0      | 0      |
| M. Marzola    | 21       | 16       | 7        | 5        | 4        | 1                        | 6                        | 1                        | 4                        | 1                        | 22     | 22     | 8      | 9      | 5      |
| C. Paris      | 24       | 174      | 153      | 13       | 8        | 1                        | 17                       | 16                       | 1                        | 0                        | 25     | 191    | 169    | 14     | 8      |
| H. Salgado    | 27       | 209      | 136      | 56       | 17       | 1                        | 5                        | 4                        | 1                        | 0                        | 28     | 214    | 140    | 57     | 17     |
| M. Santucci   | 29       | -        | -        | -        | -        | 1                        | -                        | -                        | -                        | -                        | 30     | -      | -      | -      | -      |
| M. Sperandio  | 25       | 222      | 121      | 81       | 20       | 1                        | 13                       | 6                        | 6                        | 1                        | 26     | 235    | 127    | 87     | 21     |

P = presenze; PT = punti totali; AV = attacchi vincenti; MV = muri vincenti; BV = battute vincenti